# Per Eriksson (Wast)
Per Eriksson (Wast), född 1596, död 14 oktober 1680 i Edinge, Tuna, Uppland, svensk bonde, nämndeman och bondeståndets talman vid Riksdagen i Göteborg 1660.
Per Ersson var möjligen son till bonden Erik Persson i Vastarby och brukare av ett skattehemman i byn Edinge. Han var nämndeman i Olands härad 1641-1661, blev gästgivare 1652 och var före 1664 och åter 1671-1680 kyrkvärd i Tuna socken. Han var Olands härads riksdagsman vid riksdagarna 1643, 1647, 1650, 1654, 1655 och 1659-1660.